# BelAZ 75710
BelAZ 75710 は、ベラーズによってベラルーシで製造されているウルトラクラスのホウルトラックである。
2023年現在、世界最大かつ最大積載量の運搬トラックである。